# Прва савезна лига Југославије у фудбалу 1954/55.

Прва савезна лига Југославије била је највиши ранг фудбалског такмичења у Југославији 1953/54. године. И двадесетседма сезона по реду у којој се организовало првенство Југославије у фудбалу. Првак је постао Хајдук из Сплита, освојивши своју трећу титулу у послератном првенству, а пету укупно. Из лиге су испали скопски Вардар и загребачка Локомотива.

## Учесници првенства
У фудбалском првенство Југославије у сезони 1954/55. је учествовало укупно 14 клубова, од којих су 6 са простора НР Србије, 5 из НР Хрватске, 2 из НР Босне и Херцеговине и 1 из НР Македоније.
- БСК, Београд
- Вардар, Скопље
- Војводина, Нови Сад
- Динамо, Загреб
- Жељезничар, Сарајево
- Загреб
- Локомотива, Загреб
- Партизан, Београд
- Пролетер, Осијек
- Раднички, Београд
- Сарајево
- Спартак, Суботица
- Хајдук, Сплит
- Црвена звезда, Београд

## Табела
| Место | Клуб               | мечева | победа | нерешених | пораза | дати голови | примљени голови | гол разлика | бодова |
| ----- | ------------------ | ------ | ------ | --------- | ------ | ----------- | --------------- | ----------- | ------ |
| 1     | Хајдук             | 26     | 16     | 6         | 4      | 69          | 27              | +42         | 38     |
| 2     | БСК                | 26     | 15     | 6         | 5      | 61          | 43              | +18         | 36     |
| 3     | Динамо             | 26     | 14     | 6         | 6      | 54          | 49              | +5          | 34     |
| 4     | Црвена звезда      | 26     | 14     | 5         | 7      | 57          | 36              | +21         | 33     |
| 5     | Партизан           | 26     | 12     | 6         | 8      | 58          | 36              | +22         | 30     |
| 6     | Војводина          | 26     | 10     | 9         | 7      | 48          | 36              | +12         | 29     |
| 7     | Сарајево           | 26     | 11     | 6         | 9      | 50          | 36              | +14         | 28     |
| 8     | Спартак            | 26     | 10     | 5         | 11     | 54          | 57              | -3          | 25     |
| 9     | Загреб             | 26     | 9      | 6         | 11     | 34          | 44              | -10         | 24     |
| 10    | Раднички           | 26     | 9      | 4         | 13     | 34          | 42              | -8          | 22     |
| 11    | Жељезничар         | 26     | 8      | 3         | 15     | 34          | 52              | -18         | 19     |
| 12    | Пролетер           | 26     | 6      | 7         | 13     | 29          | 51              | -22         | 19     |
| 13    | Вардар             | 26     | 5      | 8         | 13     | 24          | 41              | -17         | 18     |
| 14    | Локомотива         | 26     | 3      | 3         | 20     | 25          | 81              | -56         | 9      |
| -     | Вележ Мостар       | -      | -      | -         | -      | -           | -               | -           | -      |
| -     | Будућност Титоград | -      | -      | -         | -      | -           | -               | -           | -      |

Најбољи стрелци првенства су били: Предраг Марковић (БСК Београд), Коста Томашевић (Црвена звезда) и Бернард Вукас (Хајдук Сплит) са 20 постигнутих голова.

## Првак
ХАЈДУК (тренер:Александар Томашевић)
- Владимир Беара
- Љубомир Кокеза
- Радовић
- Л. Грчић
- Д. Грчић
- Славко Луштица
- Сулејман Ребац
- Бернард Вукас
- Фране Матошић
- Јошко Видошевић
- Шенауер
- Дадић
- Божо Брокета
- Миљенко Крстуловић
- Бего
- Анте Жанетић

| Првак Југославије у фудбалу 1954/55. |
| ------------------------------------ |
| Хајдук 5. титула (3. у ФНРЈ)         |